# Hotel Viru
El Original Sokos Hotel Viru es un hotel ubicado en Tallin, Estonia. Fue el primer rascacielos del país y está conectado con el centro comercial Viru Keskus. Es propiedad de Sokos Hotels.

## Historia

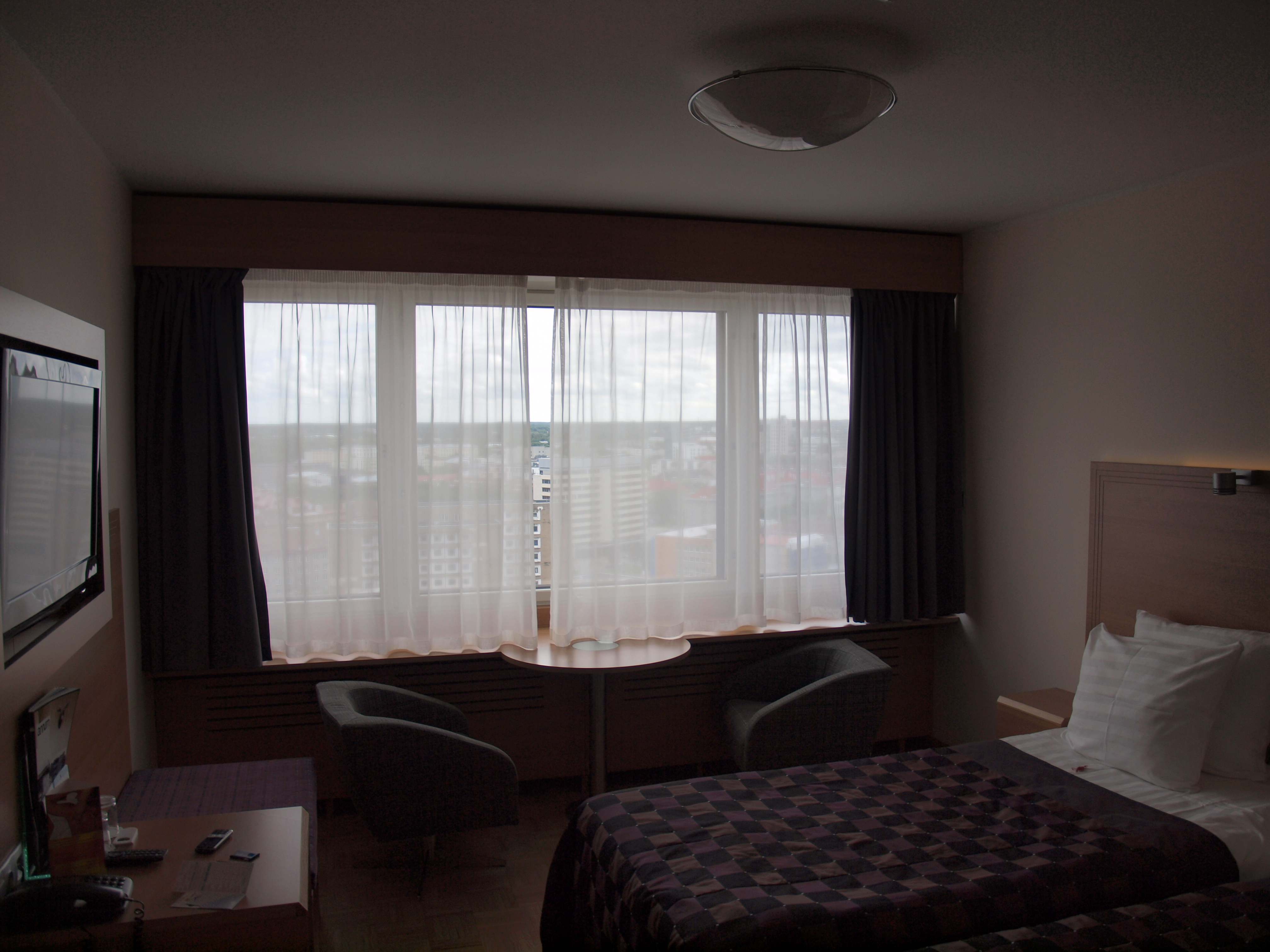
Una habitación doble estándar en el hotel, en verano de 2012.

El Hotel Viru fue construido por Intourist, el monopolio turístico del gobierno de la Unión Soviética. La empresa encargada de la construcción fue Repo Oy, con sede en Savonlinna, Finlandia. Las obras comenzaron en julio de 1969, pero en diciembre de ese año se produjo un incendio en el décimo piso del edificio, lo que llevó a la quiebra de la empresa finlandesa. Posteriormente, otra empresa finlandesa, Haka Oy, finalizó la construcción en mayo de 1972, y el Hotel Viru abrió sus puertas el 14 de junio de ese mismo año.
Durante la era soviética, el piso 23 del hotel albergaba un centro de escuchas de la KGB, utilizado para espiar a los huéspedes. Sesenta habitaciones del hotel tenían dispositivos de espionaje ocultos, y algunas mesas del restaurante también estaban equipadas con micrófonos. La KGB abandonó el hotel poco antes de que Estonia recuperara su independencia en agosto de 1991, pero las habitaciones secretas no fueron descubiertas hasta 1994. Este antiguo centro de radio ahora funciona como museo.
En 2003, el hotel fue vendido al Grupo S, una organización cooperativa finlandesa de distribución minorista. Actualmente cuenta con 516 habitaciones.

## Galería

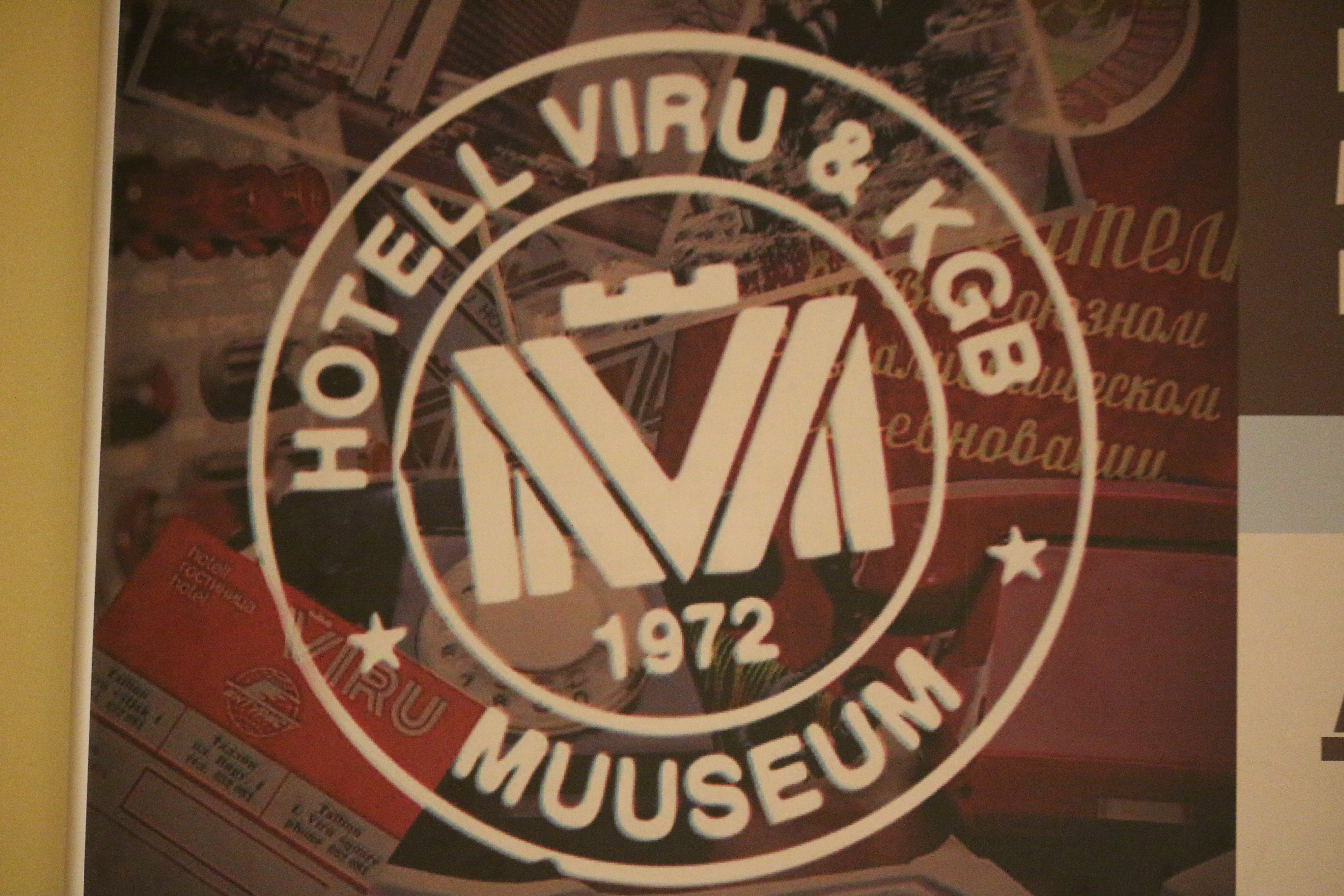
Entrada al museo del hotel, anteriormente ahí se encontraba un centro de escuchas de la KGB.
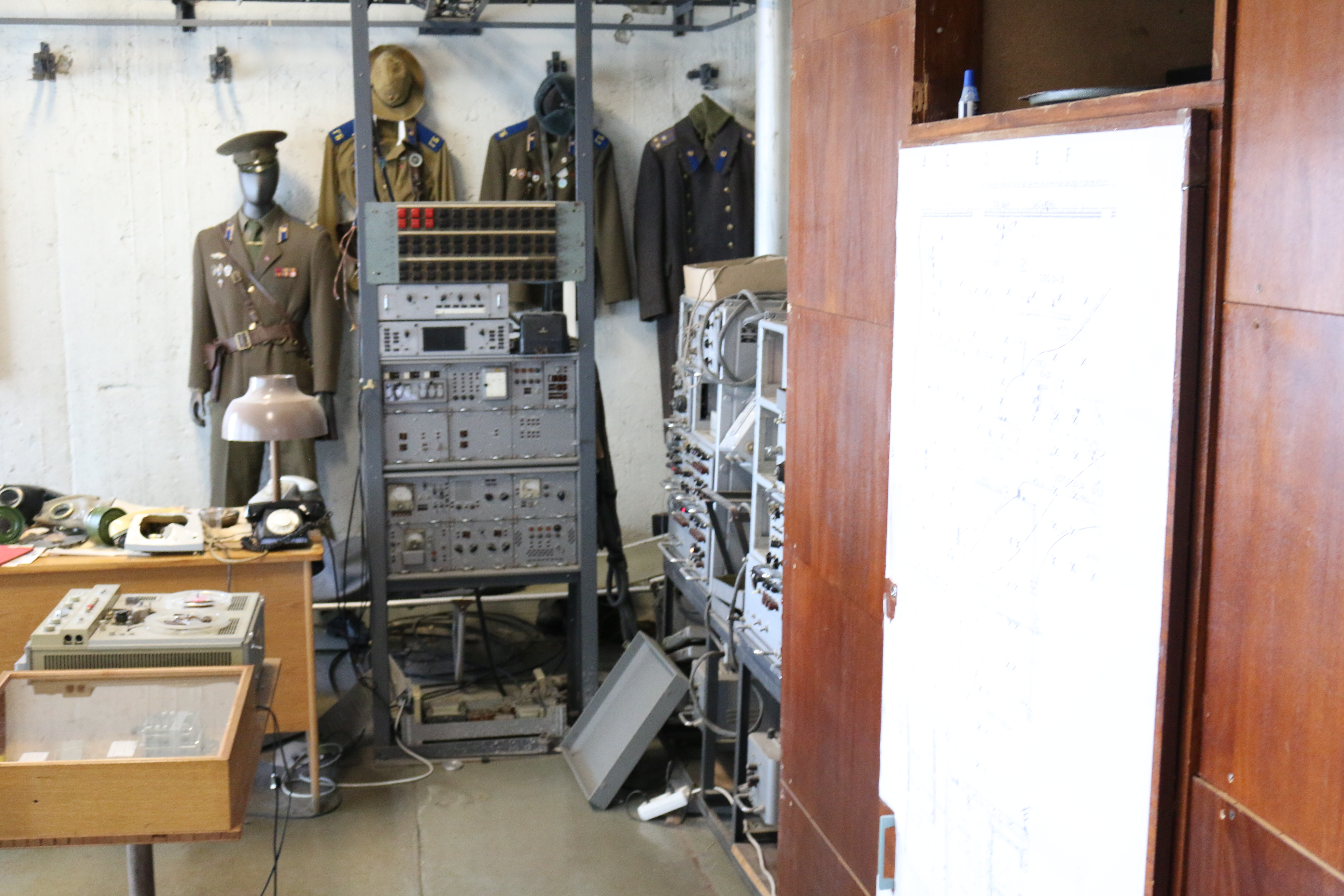
Interior del museo.
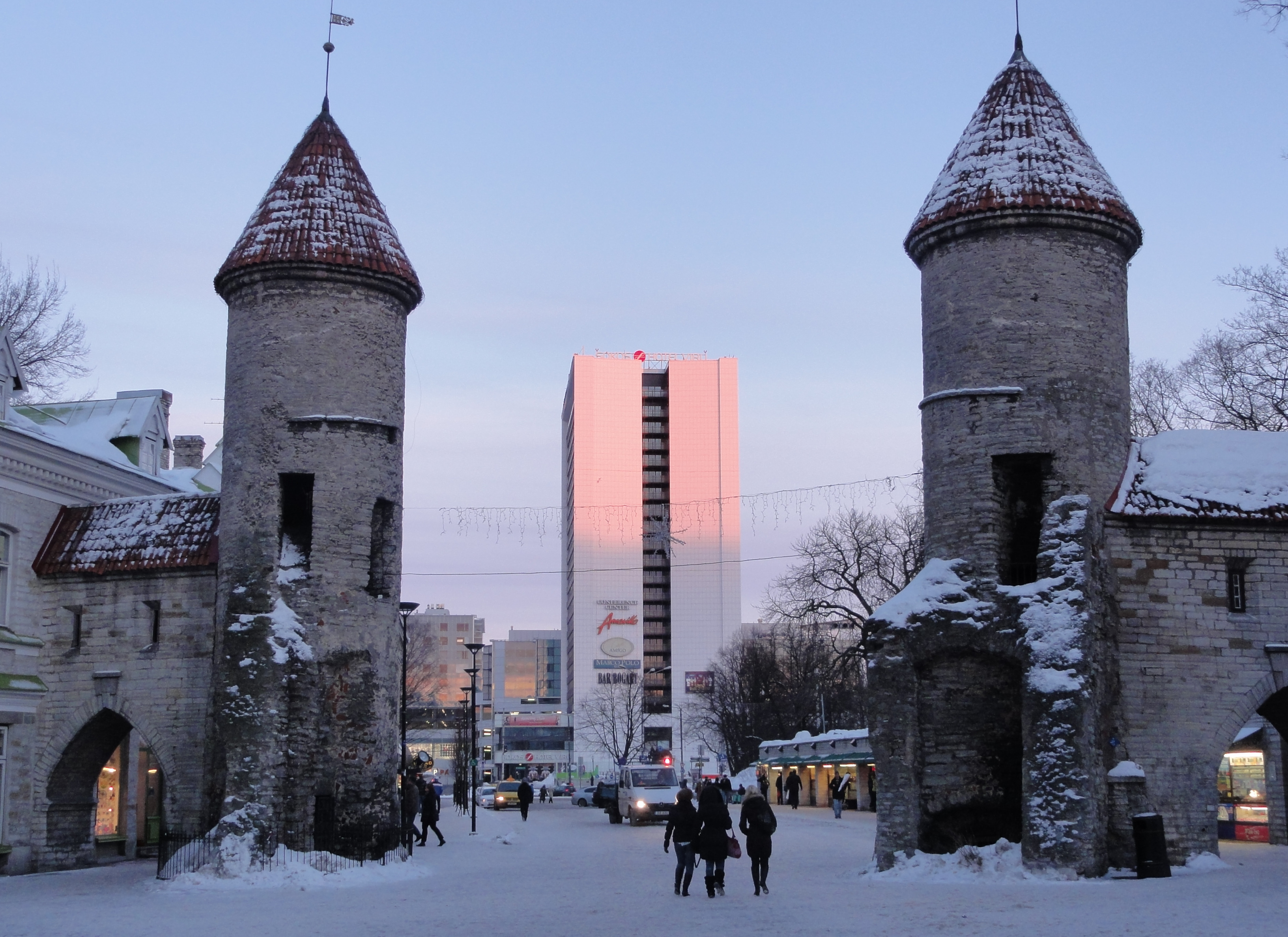
Puerta de Viru y el Hotel Viru en el atardecer.
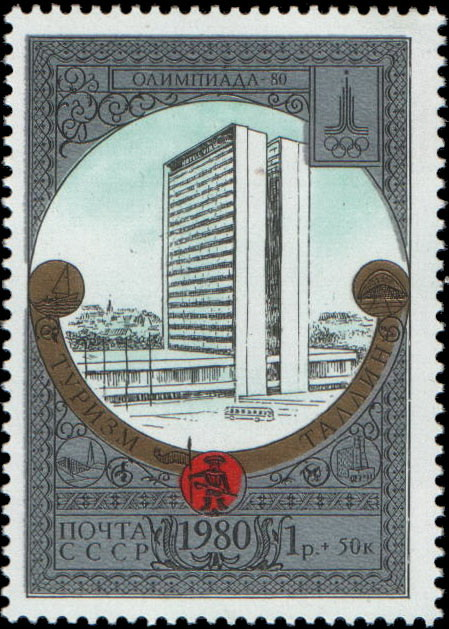
Postal de 1980 con el Hotel Viru promoviendo los Juegos Olímpicos de Moscú 1980.
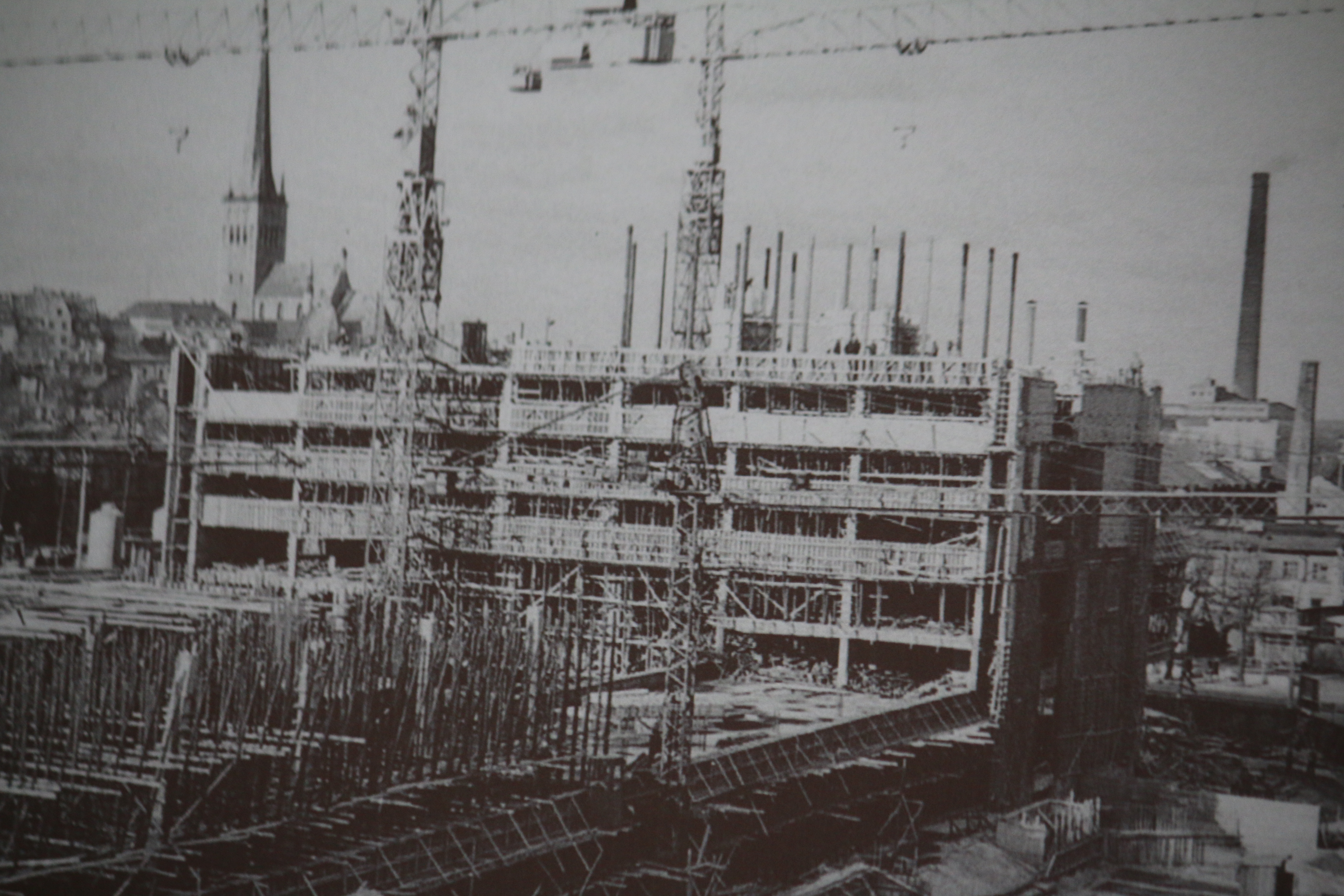
Hotel Viru en proceso de construcción.
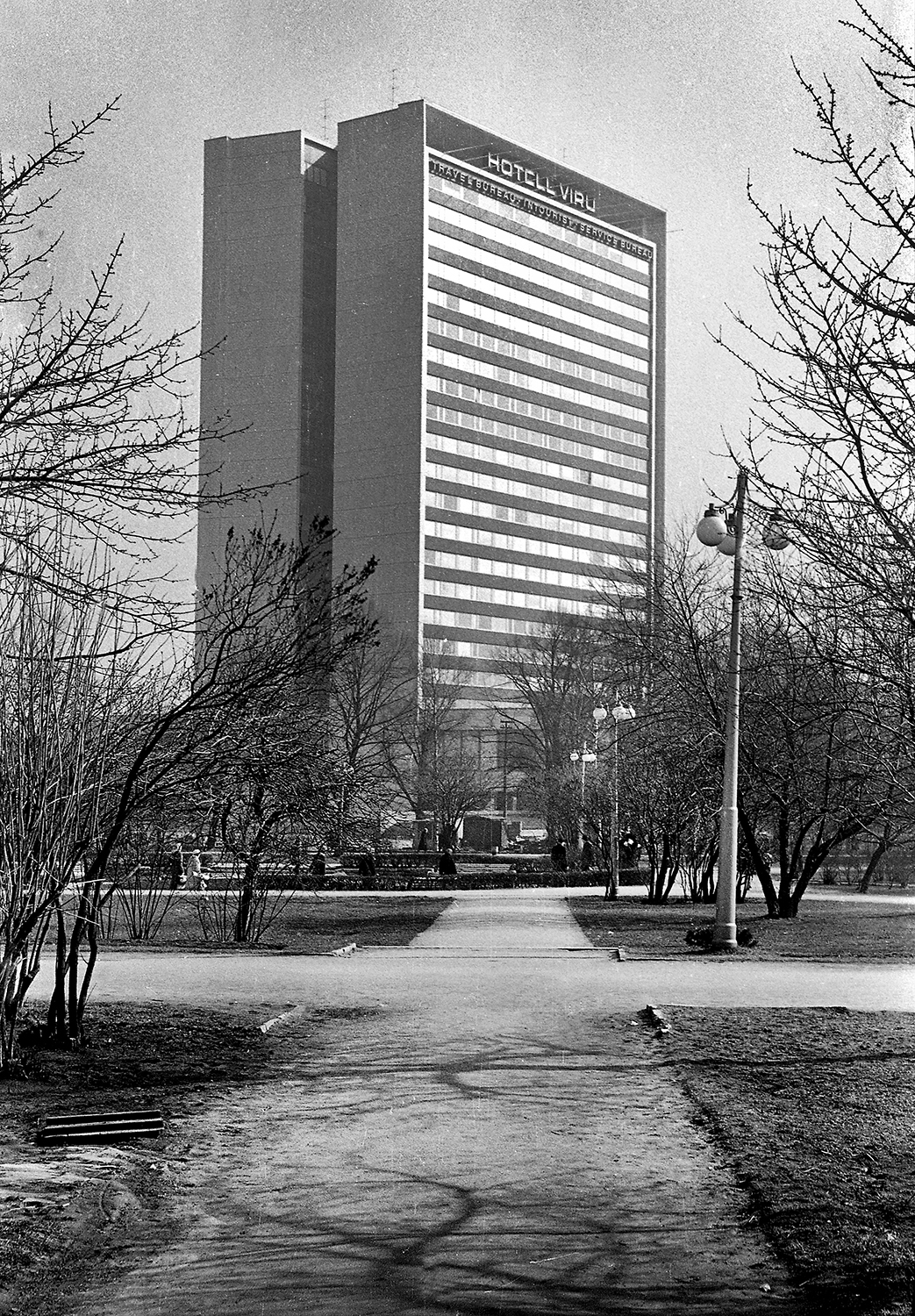
El hotel en 1971, poco antes de ser inaugurado.